# Чумакова, Зулпа Супьяновна
Зулпа (Зинаида) Супьяновна Чумакова (23 августа 1951; Семиозёрный район, Костанайская область, КазССР, СССР — 8 августа 2020; Жезказган, Казахстан) — казахстанская поэтесса чеченского происхождения, публицист, журналистка, общественный деятель. Заслуженный работник культуры Республики Казахстан (1994), «Мәдениет қайраткері» (2005).

## Биография
Родилась 23 августа 1951 года на станции Кушмурун Семиозерного района Кустанайской области в Казахстане.
В 1977 году Окончила филологический факультет Карагандинского государственного университета.
Трудовую деятельность начала учителем русского языка и литературы в школе.
С 1985 по 2001 год — Заведующий отделом культуры города Сатпаев и Жезказган, заведующий отделом внутренней политики аппарата акима города Жезказгана, советник акима города по СМИ, главный специалист отдела внутренней политики и социальной сферы.
С 2001 года — Начальник отдела культуры города Жезказган, директор Жезказганского историко-археологического музея.
С 1993 года — Член Союза журналистов Казахстана.
С 1995 года — Член Ассамблеи народа Казахстана.
С 2001 года — Член Союза писателей Казахстана.
С 2009 года — Член Московского городского Союза писателей России.
Умерла 8 августа 2020 года.

## Основные произведения
- 1996 — «Земные звёзды Жезказгана»
- 1999 — «Осенняя рапсодия»
- 2001 — «Диалектика души»
- 2003 — «Түсіме таулар кіреді»
- 2004 — «Иволга»
- 2006 — «Свет и Тени»
- 2007 — Поэтическая антология «Мадонны Турана» Казахстанской академии поэзии 14 стихотворений
- 2008 — «Три вершины»

## Награды и звания
- 1994 — Указом президента Республики Казахстан награждена почётным званием «Қазақстанның еңбек сіңірген мәдениет қызметкері» (Заслуженный работник культуры Республики Казахстан).
- 2005 — Почётный нагрудный знак Министерства культуры и информации Республики Казахстана «Деятель культуры Казахстана» (каз. Қазақстанның Мәдениет қайраткері) — за заслуги в культуре и искусстве.
- 2008 — Лауреат международной литературной премии и обладатель золотой медали имени Константина Симонова.
- 2011 — Медаль «20 лет независимости Республики Казахстан»
- 2014 — Нагрудный знак «Мәдениет саласының үздігі» (Отличник культуры)
- 2014 — Медаль «Единства народа Казахстана»[3]
- 2015 — Медаль «20 лет Ассамблеи народа Казахстана»
- 2016 — Медаль «25 лет независимости Республики Казахстан»[4]
- 2018 — Указом президента Республики Казахстан от 5 декабря 2018 года награждена орденом «Достык» 2 степени.[5]